# マイケル・マンシェン
マイケル・イアン・マンシェン（Michael Ian Mancienne, 1988年1月8日 - ）は、イングランド・ロンドン出身の元サッカー選手。セーシェルにルーツを持つ。

## 経歴

### クラブ
9歳からチェルシーFCのアカデミーに所属。2006年にプロ契約を締結し、最初の2シーズン半はクイーンズ・パーク・レンジャーズFCとウルヴァーハンプトン・ワンダラーズFCにレンタルされ経験を積んだ。レンタル復帰後の2009年2月14日、FAカップのワトフォードFC戦でトップチームデビューを果たした。2009-10シーズンには、守備的MFのポジションで出場し、クロード・マケレレを彷彿とさせるプレーを披露するなど新たな仕事場を得た。
2011年6月1日にハンブルガーSVへ完全移籍した。
2014年7月16日、U-21イングランド代表で指導を受けたスチュアート・ピアース率いるノッティンガム・フォレストFCに加入。
2018年8月3日、アメリカ・メジャーリーグサッカーのニューイングランド・レボリューションに移籍。
2021年2月9日、バートン・アルビオンFCにシーズン終了までの契約で移籍した。
2022-23シーズン終了後、現役引退を表明した。

### 代表
U-21では中心選手として活躍。2008-09シーズンにはレンタル移籍していたウルヴァーハンプトン・ワンダラーズFCでの活躍がファビオ・カペッロに評価され、2008年11月15日のドイツ代表戦でイングランド代表にサプライズ招集された。シンデレラボーイなどと騒がれたが出場機会は訪れなかった。
2022年、セーシェル代表に招集され、7月5日のボツワナ代表戦でセーシェル代表として初出場。

## 個人成績
| クラブ                                    | シーズン | リーグ             | リーグ | リーグ | カップ | カップ | リーグカップ | リーグカップ | その他 | その他 | 合計 | 合計 |
| クラブ                                    | シーズン | リーグ             | 出場   | 得点   | 出場   | 得点   | 出場         | 得点         | 出場   | 得点   | 出場 | 得点 |
| ----------------------------------------- | -------- | ------------------ | ------ | ------ | ------ | ------ | ------------ | ------------ | ------ | ------ | ---- | ---- |
| チェルシー                                | 2005-06  | プレミアリーグ     | 0      | 0      | 0      | 0      | 0            | 0            | 0      | 0      | 0    | 0    |
| チェルシー                                | 2006-07  | プレミアリーグ     | 0      | 0      | 0      | 0      | 0            | 0            | 0      | 0      | 0    | 0    |
| チェルシー                                | 2008-09  | プレミアリーグ     | 4      | 0      | 1      | 0      | 0            | 0            | 1      | 0      | 6    | 0    |
| クイーンズ・パーク・レンジャーズ (loan)   | 2006-07  | チャンピオンシップ | 28     | 0      | 2      | 0      | 0            | 0            | —      | —      | 30   | 0    |
| クイーンズ・パーク・レンジャーズ (loan)   | 2007-08  | チャンピオンシップ | 30     | 0      | 0      | 0      | 1            | 0            | —      | —      | 31   | 0    |
| ウルヴァーハンプトン・ワンダラーズ (loan) | 2008-09  | チャンピオンシップ | 10     | 0      | 0      | 0      | 0            | 0            | —      | —      | 10   | 0    |
| ウルヴァーハンプトン・ワンダラーズ (loan) | 2009-10  | プレミアリーグ     | 30     | 0      | 3      | 0      | 0            | 0            | —      | —      | 33   | 0    |
| ウルヴァーハンプトン・ワンダラーズ (loan) | 2010-11  | プレミアリーグ     | 16     | 0      | 0      | 0      | 1            | 0            | —      | —      | 17   | 0    |
| ハンブルガーSV                            | 2011-12  | ブンデスリーガ     | 16     | 0      | 2      | 0      | —            | —            | —      | —      | 18   | 0    |
| ハンブルガーSV                            | 2012-13  | ブンデスリーガ     | 21     | 0      | 1      | 0      | —            | —            | —      | —      | 22   | 0    |
| ハンブルガーSV                            | 2013-14  | ブンデスリーガ     | 12     | 0      | 1      | 0      | —            | —            | 2      | 0      | 15   | 0    |
| ノッティンガム・フォレスト                | 2014-15  | チャンピオンシップ | 36     | 0      | 0      | 0      | 2            | 0            | —      | —      | 38   | 0    |